# Добродомов, Игорь Георгиевич
И́горь Гео́ргиевич Добродо́мов (10 ноября 1935, рабочий посёлок Ракитное, Курская область — 21 октября 2022, Москва) — советский и российский лингвист, доктор филологических наук (1975), профессор (1978), член Российского комитета тюркологов.

## Биография
Окончил филологический факультет МГУ (1958) и аспирантуру Института русского языка АН СССР (1963). Работал учителем в Уюкской средней школе в Казахской ССР (1958—1960), преподавателем Университета дружбы народов (1963—1964). С 1964 года трудился в МГПИ им. В. И. Ленина (МПГУ), в 1980—2014 годах — заведующий кафедрой общего языкознания.
Кандидат филологических наук (1966, диссертация «История лексики тюркского происхождения в древнерусском языке (на материале „Повести временных лет“)»); в 1975 году защитил докторскую диссертацию «Проблемы изучения булгарских лексических элементов в славянских языках», много внимания в ней уделено материалу чувашского языка и родственных ему исчезнувших булгарских диалектов. Имел более 500 научных публикаций.
Обширная сфера научных интересов: тюрко-славянские языковые контакты, язык как источник изысканий по истории народов Восточной Европы, русская лингвистика. Автор методики реконструкции чувашско-булгарского словаря путём поиска утраченных лексем в заимствованиях в иные языки (славянских, кавказских, финно-угорских и др.). Предложил ряд оригинальных этимологий чувашских слов.
Скончался 21 октября 2022 года. Похоронен на Котляковском кладбище.

## Основные работы
- О методах исследования древнейших тюркизмов в составе древнерусского языка: к истории слова «жемчуг» // ИОЛЯ АН СССР. 1966. Т. 25, вып. 1. С. 58—60.
- Некоторые вопросы изучения тюркизмов в русском языке // Вопросы лексики и грамматики русского языка. — М., 1967. — С. 364—374.
- Два булгаризма в древнерусской этнонимии // Этнонимы. М., 1970. С. 160—163.
- Тмуторокань и Тамань // Русская речь. 1973. № 5. С. 129—133.
- Этимология, контекст, значение // Вопросы словообразования и лексикологии древнерусского языка. М., 1974. С. 274—284.
- Булгарские следы на карте // Русская речь. 1975. № 6. С. 87—92.
- О половецких этнонимах в древнерусской литературе // Тюркологический сборник — 1975. М., 1978. С. 102—129.
- Лингвистические ареалы и история товарно-денежных отношений (к истории названий некоторых денежных единиц в языках Восточной Европы и Средней Азии) // Диалекты и топонимия Поволжья. Чебоксары, 1979, вып. 7.
- Вторичные рунические надписи на монетах и вопросы денежного обращения у древних енисейских тюрков // Ближний и Средний Восток. Товарно-денежные отношения при феодализме. М., 1980.
- О некоторых гиппологизмах и созвучных словах: Из аланского пласта иранских заимствований чувашского языка // Проблемы исторической лексикологии чувашского языка. Труды ЧНИИ. Чебоксары, 1980. Вып. 97.
- Роль этимологии в локализации старых географических объектов // Проблемы исторической географии России. М., 1982. Вып. 1. С. 81—84.
- Булгарские заимствования в древнерусском и других славянских языках как источник для проблемы этногенеза чувашей // Вопросы истории чувашского языка. Чебоксары, 1985.
- Лексика и фразеология «Евгения Онегина»: герменевтические очерки. — М.: Языки славянских культур, 2008. — 312 с. (в соавт. с И. А. Пильщиковым)
- Избранные труды по этимологии и лексикологии / И. Г. Добродомов ; М-во образования и науки Рос. Федерации, Федер. гос. бюджет. образоват. учреждение высш. образования «Моск. пед. гос. ун-т», Ин-т филологии и иностр. яз., Филол. фак. — Москва : МПГУ, 2015. — 459 с. : портр. — ISBN 978-5-4263-0284-6.
Рец.: Т. В. Горячева, О. М. Сергеева. /…/ // Труды ИРЯ им. В. В. Виноградова РАН. Вып. 18. В том числе обширный список научных работ И. Г. Добродомова.
- Историко-этимологические разыскания. — М. : МПГУ, 2020. — 218, [2] с. — Библиогр.: с. 205—219 (146 назв.) и в подстроч. примеч.